# Fußball-Niedersachsenliga 2000/01
Die Niedersachsenliga 2000/01 war die 52. Spielzeit der höchsten Amateurklasse im Niedersächsischen Fußballverband. Sie war eine Ebene unterhalb der viertklassigen Oberliga Niedersachsen/Bremen angesiedelt und wurde in zwei Staffeln ausgetragen. Sieger wurde der SC Langenhagen.

## Staffel Ost
Die Staffel Ost umfasste die Mannschaften aus den Bezirken Lüneburg und Braunschweig.

### Vereine
Im Vergleich zur Saison 1999/2000 war der SSV Vorsfelde, die SVG Einbeck, der SV Südharz Walkenried, der Wolfenbütteler SV und die SVG Göttingen 07 aus der Oberliga Niedersachsen/Bremen abgestiegen, während keine Mannschaft aufgestiegen war. Die fünf Absteiger hatten die Liga verlassen und wurden durch die beiden Aufsteiger Teutonia Uelzen und FT Braunschweig ersetzt.
| Verein                    | Stadt            | Landkreis            | Qualifikation                                   |
| ------------------------- | ---------------- | -------------------- | ----------------------------------------------- |
| SSV Vorsfelde             | Wolfsburg        |                      | Absteiger aus der Oberliga Niedersachsen/Bremen |
| SVG Einbeck               | Einbeck          | Northeim             | Absteiger aus der Oberliga Niedersachsen/Bremen |
| SV Südharz Walkenried     | Walkenried       | Osterode am Harz     | Absteiger aus der Oberliga Niedersachsen/Bremen |
| Wolfenbütteler SV         | Wolfenbüttel     | Wolfenbüttel         | Absteiger aus der Oberliga Niedersachsen/Bremen |
| SVG Göttingen 07          | Göttingen        | Göttingen            | Absteiger aus der Oberliga Niedersachsen/Bremen |
| Eintracht Braunschweig II | Braunschweig     |                      | 1. Platz 1999/2000                              |
| TuSpo Petershütte         | Osterode am Harz | Osterode am Harz     | 2. Platz 1999/2000                              |
| Goslarer SC 08            | Goslar           | Goslar               | 3. Platz 1999/2000                              |
| MTV Gifhorn               | Gifhorn          | Gifhorn              | 4. Platz 1999/2000                              |
| VfR Osterode 08           | Osterode am Harz | Osterode am Harz     | 5. Platz 1999/2000                              |
| TuS Bodenteich            | Bad Bodenteich   | Uelzen               | 6. Platz 1999/2000                              |
| TuS Heeslingen            | Heeslingen       | Rotenburg (Wümme)    | 7. Platz 1999/2000                              |
| TSV Verden                | Verden (Aller)   | Verden               | 8. Platz 1999/2000                              |
| TSV Sievern               | Langen           | Cuxhaven             | 9. Platz 1999/2000                              |
| Germania Walsrode         | Walsrode         | Soltau-Fallingbostel | 10. Platz 1999/2000                             |
| Blau-Weiß Bornreihe       | Vollersode       | Osterholz            | 11. Platz 1999/2000                             |
| Teutonia Uelzen           | Uelzen           | Uelzen               | Aufsteiger aus der Landesliga Lüneburg          |
| FT Braunschweig           | Braunschweig     |                      | Aufsteiger aus der Landesliga Braunschweig      |

### Saisonverlauf
Den Staffelsieg und damit den Aufstieg in der Oberliga Niedersachsen/Bremen sicherte sich die SVG Einbeck. Die Mannschaften auf den fünf letzten Plätzen mussten absteigen. Die Staffel wurde mit 18 Mannschaften gespielt.

### Tabelle
| Pl.               | Verein                    | Sp. | S  | U  | N  | Tore    | Diff. | Punkte |
| ----------------- | ------------------------- | --- | -- | -- | -- | ------- | ----- | ------ |
| 1.                | SVG Einbeck (A)           | 34  | 25 | 3  | 6  | 101:320 | +69   | 78     |
| 2.                | Eintracht Braunschweig II | 34  | 19 | 6  | 9  | 080:460 | +34   | 63     |
| 3.                | SV Südharz Walkenried (A) | 34  | 20 | 3  | 11 | 069:510 | +18   | 63     |
| 4.                | MTV Gifhorn               | 34  | 16 | 11 | 7  | 057:390 | +18   | 59     |
| 5.                | Wolfenbütteler SV (A)     | 34  | 18 | 4  | 12 | 059:520 | +7    | 58     |
| 6.                | TuSpo Petershütte         | 34  | 16 | 9  | 9  | 071:530 | +18   | 57     |
| 7.                | FT Braunschweig (N)       | 34  | 16 | 8  | 10 | 067:580 | +9    | 56     |
| 8.                | Goslarer SC 08            | 34  | 15 | 8  | 11 | 068:620 | +6    | 53     |
| 9.                | SSV Vorsfelde (A)         | 34  | 15 | 7  | 12 | 079:530 | +26   | 52     |
| 10.               | TSV Sievern               | 34  | 11 | 10 | 13 | 053:610 | −8    | 43     |
| 11.               | TuS Heeslingen            | 34  | 12 | 7  | 15 | 059:680 | −9    | 43     |
| 12.               | Teutonia Uelzen (N)       | 34  | 12 | 6  | 16 | 069:720 | −3    | 42     |
| 13.               | TuS Bodenteich            | 34  | 11 | 7  | 16 | 057:660 | −9    | 40     |
| 14.               | VfR Osterode 08           | 34  | 10 | 6  | 18 | 046:680 | −22   | 36     |
| 15.               | Blau-Weiß Bornreihe       | 34  | 10 | 6  | 18 | 054:830 | −29   | 36     |
| 16.               | SVG Göttingen 07 (A)      | 34  | 10 | 3  | 21 | 041:870 | −46   | 33     |
| 17.               | TSV Verden                | 34  | 7  | 5  | 22 | 047:870 | −40   | 26     |
| 18.               | Germania Walsrode         | 34  | 6  | 5  | 23 | 038:770 | −39   | 23     |
| Stand: Saisonende |                           |     |    |    |    |         |       |        |

| (A) | Absteiger aus der Oberliga Niedersachsen/Bremen 1999/2000 |
| (N) | Aufsteiger aus der Landesliga Niedersachsen 1999/2000     |

## Staffel West
Die Staffel West umfasste die Mannschaften aus den Bezirken Hannover und Weser-Ems.

### Vereine
Im Vergleich zur Saison 1999/2000 waren die Sportfreunde Ricklingen aus der Oberliga Niedersachsen/Bremen abgestiegen, während die zweite Mannschaft von Hannover 96 aufgestiegen war. Die beiden Absteiger hatten die Liga verlassen und wurden durch die beiden Aufsteiger VfL Germania Leer und 1. FC Wunstorf ersetzt.
| Verein                    | Stadt            | Landkreis           | Qualifikation                                   |
| ------------------------- | ---------------- | ------------------- | ----------------------------------------------- |
| Sportfreunde Ricklingen   | Hannover         |                     | Absteiger aus der Oberliga Niedersachsen/Bremen |
| SC Langenhagen            | Langenhagen      | Hannover            | 2. Platz 1999/2000                              |
| VfL Bückeburg             | Bückeburg        | Schaumburg          | 3. Platz 1999/2000                              |
| SpVg Aurich               | Aurich           | Aurich              | 4. Platz 1999/2000                              |
| VfL Osnabrück Amateure    | Osnabrück        |                     | 5. Platz 1999/2000                              |
| Delmenhorster SC          | Delmenhorst      |                     | 6. Platz 1999/2000                              |
| VfV Hildesheim            | Hildesheim       | Hildesheim          | 7. Platz 1999/2000                              |
| SV Ramlingen/Ehlershausen | Burgdorf         | Hannover            | 8. Platz 1999/2000                              |
| SV Wehrstedt 65           | Bad Salzdetfurth | Hildesheim          | 9. Platz 1999/2000                              |
| Vorwärts Nordhorn         | Nordhorn         | Grafschaft Bentheim | 10. Platz 1999/2000                             |
| SC Spelle-Venhaus         | Spelle           | Emsland             | 11. Platz 1999/2000                             |
| SV Holthausen-Biene       | Lingen (Ems)     | Emsland             | 12. Platz 1999/2000                             |
| TuS Esens                 | Esens            | Wittmund            | 13. Platz 1999/2000                             |
| SV Bad Rothenfelde        | Bad Rothenfelde  | Osnabrück           | 14. Platz 1999/2000                             |
| VfL Germania Leer         | Leer             | Leer                | Aufsteiger aus der Landesliga Weser-Ems         |
| 1. FC Wunstorf            | Wunstorf         | Hannover            | Aufsteiger aus der Landesliga Hannover          |

### Saisonverlauf
Den Staffelsieg und damit den Aufstieg in die Oberliga Niedersachsen/Bremen sicherte sich der SC Langenhagen. Die Mannschaften auf den drei letzten Plätzen mussten absteigen.

### Tabelle
| Pl.               | Verein                      | Sp. | S  | U  | N  | Tore    | Diff. | Punkte |
| ----------------- | --------------------------- | --- | -- | -- | -- | ------- | ----- | ------ |
| 1.                | SC Langenhagen              | 30  | 16 | 11 | 3  | 073:260 | +47   | 59     |
| 2.                | VfL Bückeburg               | 30  | 16 | 6  | 8  | 049:370 | +12   | 54     |
| 3.                | VfV Hildesheim              | 30  | 15 | 8  | 7  | 073:450 | +28   | 53     |
| 4.                | 1. FC Wunstorf (N)          | 30  | 14 | 8  | 8  | 060:560 | +4    | 50     |
| 5.                | VfL Osnabrück Amateure      | 30  | 14 | 7  | 9  | 057:370 | +20   | 49     |
| 6.                | SV Ramlingen/Ehlershausen   | 30  | 14 | 6  | 10 | 063:530 | +10   | 48     |
| 7.                | VfL Germania Leer (N)       | 30  | 11 | 9  | 10 | 053:530 | ±0    | 42     |
| 8.                | SpVg Aurich                 | 30  | 11 | 6  | 13 | 060:620 | −2    | 39     |
| 9.                | Delmenhorster SC            | 30  | 10 | 9  | 11 | 045:560 | −11   | 39     |
| 10.               | Vorwärts Nordhorn           | 30  | 9  | 9  | 12 | 044:580 | −14   | 36     |
| 11.               | SC Spelle-Venhaus           | 30  | 9  | 8  | 13 | 050:650 | −15   | 35     |
| 12.               | SV Holthausen-Biene         | 30  | 9  | 7  | 14 | 048:490 | −1    | 34     |
| 13.               | Sportfreunde Ricklingen (A) | 30  | 9  | 6  | 15 | 037:570 | −20   | 33     |
| 14.               | TuS Esens                   | 30  | 7  | 10 | 13 | 049:590 | −10   | 31     |
| 15.               | SV Wehrstedt 65             | 30  | 7  | 9  | 14 | 042:610 | −19   | 30     |
| 16.               | SV Bad Rothenfelde          | 30  | 5  | 9  | 16 | 031:600 | −29   | 24     |
| Stand: Saisonende |                             |     |    |    |    |         |       |        |

| (A) | Absteiger aus der Oberliga Niedersachsen/Bremen 1999/2000 |
| (N) | Aufsteiger aus der Landesliga Niedersachsen 1999/2000     |

## Endspiel um die Meisterschaft
Im Endspiel um die Niedersachsen-Meisterschaft setzte sich der SC Langenhagen im Elfmeterschießen gegen die SVG Einbeck durch.